# Ligne de Lyon-Croix-Rousse à Trévoux
La ligne de chemin de fer de Lyon-Croix-Rousse à Trévoux, est une ligne de chemin de fer française à voie normale des départements de l'Ain et du Rhône. Elle est construite de 1863 à 1882. Elle n'est plus exploitée aujourd'hui.
Elle constitue la ligne 887 000  du réseau ferré national.

## Histoire
La construction d'une ligne de la Croix-Rousse (Lyon) au Camp militaire de Sathonay, en prolongement du funiculaire de la rue Terme est concédée à Messieurs Victor-Auguste du Hamel, Gustave-Henri-Alexandre-Xavier de Caze, et Émile Grignard par une convention signée le 12 juin 1861 avec le ministre des Travaux Publics. Cette convention est approuvée par un décret impérial à la même date. La Compagnie du chemin de fer de Lyon (la Croix-Rousse) au camp de Sathonay est créée le 26 juillet 1861. Elle est autorisée par un décret impérial le 5 août suivant. Ce même décret autorise la substitution de la compagnie aux concessionnaires initiaux.
L'intérêt de cette ligne est double : 
- le Maréchal de Castellane, qui redoute une nouvelle révolte des Canuts, y voit un intérêt stratégique : ses hommes se trouveront à quelques minutes seulement de la Croix-Rousse ;
- la compagnie qui exploite le funiculaire de la rue Terme y voit un intérêt économique : les 6 000 militaires du camp, partant en permission ou en manœuvres, devraient assurer la rentabilité de la ligne.

L'ouverture a lieu le 30 juillet 1863. Mais la compagnie connaît rapidement des difficultés financières et demande la mise sous séquestre le 21 octobre 1864. Cette demande est approuvée par un décret impérial le 26 octobre 1864. La compagnie est déclarée en faillite par un jugement du tribunal de commerce de la Seine le 18 janvier 1865. Par un traité signé le 30 juin 1870 avec le syndic de faillite, la Compagnie des chemins de fer du Rhône (CFR) rachète la ligne. Ce rachat est homologué par décret le 12 juillet 1872. La société demande aux départements de l'Ain et du Rhône de pouvoir prolonger la ligne entre Sathonay et Trévoux. Elle signe un traité avec le conseil général du Rhône le 30 août 1872, puis un autre avec le conseil général de l'Ain le 12 mai 1873. Ces deux traités sont approuvés par deux décrets le 1er août 1874 qui déclarent la ligne d'utilité publique à titre d'intérêt local,.
La Compagnie des chemins de fer du Rhône se trouve en difficulté financière et ne parvient pas à respecter les délais de réalisation du prolongement fixé par les conventions. Elle négocie donc des avenants. Le premier est signé le 24 avril 1879 avec le conseil général de l'Ain, et le second est paraphé le 20 mai 1879. Ces avenants sont approuvés par deux décrets le 22 décembre suivant,.
La Compagnie des Dombes et des chemins de fer du Sud-Est (DSE), qui exploite une ligne de Sathonay à Bourg-en-Bresse, négocie, moyennant finances, de faire partir ses trains de la gare de la Croix-Rousse. Cependant, la Compagnie des chemins de fer du Rhône négocie son rachat par la Compagnie des Dombes et des chemins de fer du Sud-Est. Ce rachat est acté par un traité signé entre les deux compagnies. Bien que le traité prévoit une substitution immédiate concernant l'exploitation, il impose un délai de quinze ans pour le rachat de l'infrastructure. Cette substitution est entérinée par trois décrets le 22 décembre 1879. Le premier porte sur la substitution pour la section existante entre la Croix-Rousse et Sathonay, et les deux autres sur la section à construire entre Sathonay et Trévoux,.
La Compagnie des Dombes et des chemins de fer du Sud-Est est rachetée par la Compagnie des chemins de fer de Paris à Lyon et à la Méditerranée (PLM) selon les termes d'une convention signée le 28 juillet 1881 entre les deux compagnies. Cette convention est approuvée par une loi le 20 novembre 1883. Toutefois, la clause de rachat de l'infrastructure  de la ligne demeure.
La compagnie du PLM rachète la ligne le 1er juin 1897, mais sans les locomotives, ni les voitures à impériales. La section de ligne entre Sathonay et Trévoux est reclassée dans le réseau d'intérêt général par une loi le 25 mars 1898.
En 1900, la Compagnie des chemins de fer de Paris à Lyon et à la Méditerranée ouvre un raccordement de Sathonay à Lyon-Saint-Clair, sur la ligne de Lyon à Genève, ce qui connecte la ligne au réseau PLM.

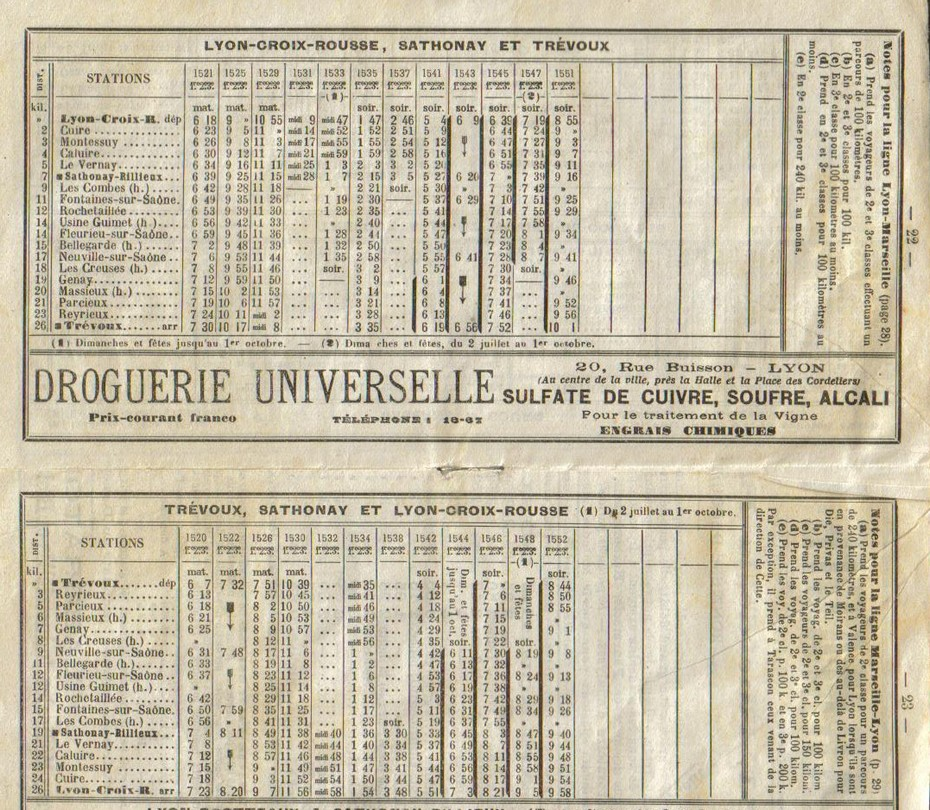
Horaires du service d'été 1905

La ligne connaît un certain succès : de Lyon-Croix-Rousse à Trévoux, il y avait jusqu'à 8 allers-retours par jour, plus quelques services limités à Neuville, et de nombreuses navettes entre la Croix-Rousse et Sathonay. Sauf exception, les trains étaient des omnibus comportant les trois classes, et le trajet de bout en bout durait en moyenne une heure.
Dès 1924, la municipalité de Massieux établit avec la compagnie du PLM un projet de « transformation de la halte de Massieux en station ouverte à la Grande Vitesse pour colis du poids maximum de 100 K. et enregistrement de bagages ». Le projet est évalué par la Compagnie à 25 700 francs. La municipalité, arguant de ses 276 habitants, propose de prendre en charge 11 677 fr ; il est proposé que le reste des dépenses soit pris en charge par une « taxe sur les enregistrements, expéditions et billets ». La compagnie garderait à sa charge les frais de signalisation. La demande est réitérée le 22 février 1925.
Mais à partir de 1932 la ligne est concurrencée par une ligne de tramway moderne qui relie le centre de Lyon à Neuville-sur-Saône en suivant la Saône, et qui a les faveurs du public.
Le 4 juillet 1937, le conseil municipal de Massieux délibère sur la suppression du service voyageurs sur la ligne. « Considérant que la suppression du service de voyageurs causerait un tort considérable [...] », de nombreux ouvriers effectuant quotidiennement le trajet vers Lyon, et le trafic générant des taxes de nature à rembourser l'emprunt pris pour l'amélioration du service, le conseil demande le maintien du service Voyageurs.
Toujours à Massieux, le 28 mai 1938, la municipalité apprend la décision du Conseil Général de l'Ain sur la suppression du service Voyageurs sur la ligne. Seront entachées les relations avec le chef-lieu de département (Bourg-en-Bresse) et de canton (Trévoux), il s'ensuit une délibération demandant à « Monsieur le Ministre des Travaux Publics le maintien du service Voyageurs [...] pour donner satisfaction aux habitants d'une localité bien pauvre composée que de travailleurs désirant gagner le pain pour leur famille ».
Le service voyageurs cesse le 15 décembre 1938 entre Sathonay et Trévoux. Il est maintenu entre Lyon-Croix-Rousse et Sathonay, notamment du fait des liaisons vers Bourg-en-Bresse. Cette desserte cesse à son tour en 1953 avec le report des trains depuis Sathonay sur la gare de Lyon-Brotteaux. La section de Croix-Rousse à Sathonay est définitivement fermée le 28 septembre 1975. Seule reste alors ouverte la section de Sathonay à Neuville-les-Creuses, où un embranchement est établi vers la zone industrielle Lyon-nord. Sur cette section circulent quelques rames à destination ou en provenance du triage de Sibelin (Lyon-sud). Cette desserte cessera définitivement en 2011.
Le projet de prolonger la ligne jusqu'à Villefranche-sur-Saône n'a jamais abouti.

### La Galoche
Les habitués de la ligne la surnommaient affectueusement « la Galoche ». Diverses interprétations de cette appellation sont données : le bruit saccadé des roues sur les rails courts, comparable au bruit de sabots en bois sur les pavés ; le fait que les ouvriers italiens qui avaient contribué à la construction étaient chaussés de galoches, etc.
En 2023, un café associatif installé à Sathonay Camp reprendre ce nom de « la Galoche ».

## Description

### Tracé

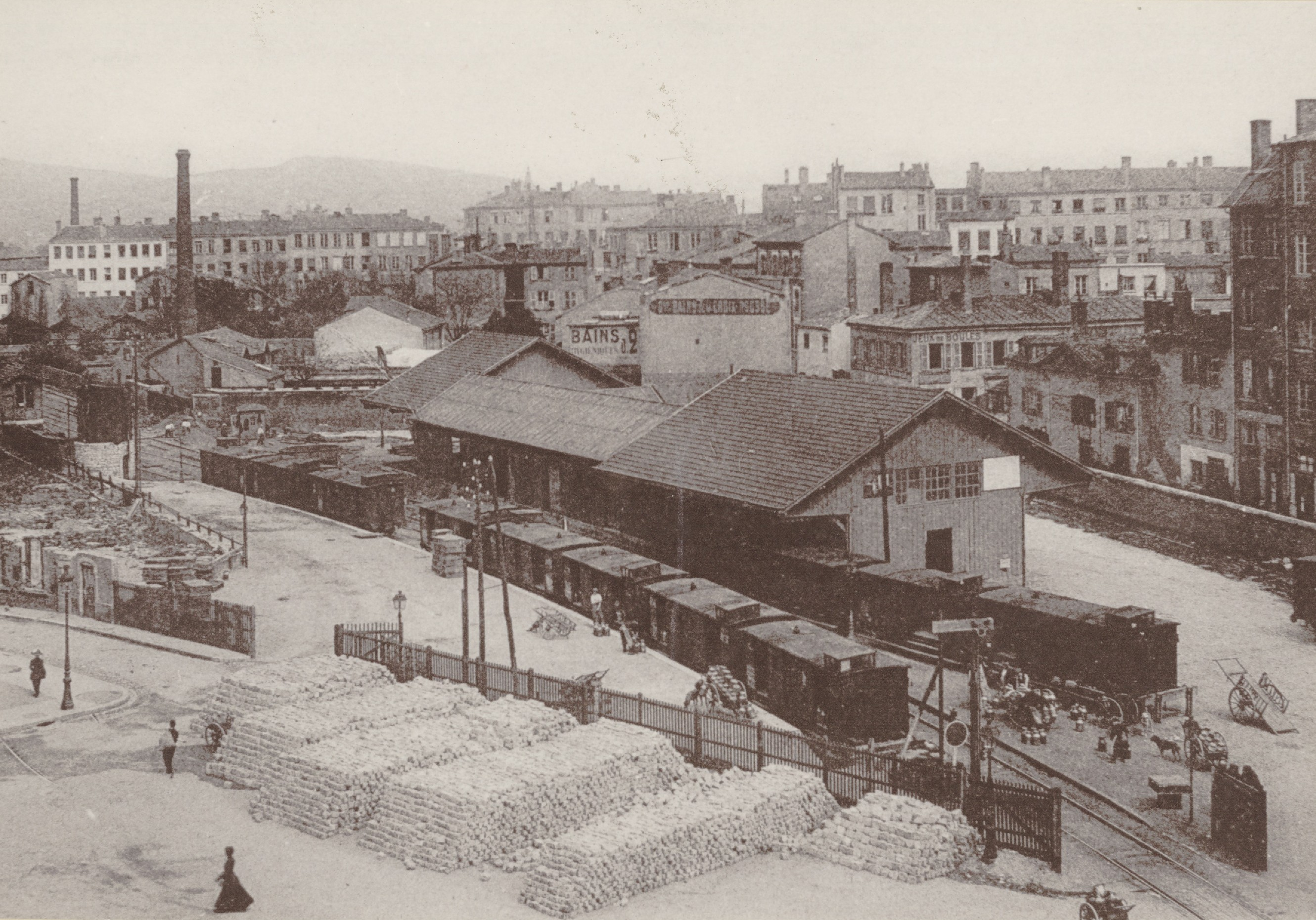
La gare des marchandises, (vers 1900), de la ligne Lyon/Trévoux, place des tapis, à Lyon.

La gare de Lyon-Croix-Rousse, tête de ligne, était initialement au sud du boulevard de la Croix-Rousse, en correspondance directe avec le funiculaire de la Rue Terme, ouvert en 1862, ce qui en permettait l'accès depuis la Presqu'île. Les voies traversaient le boulevard pour rejoindre la gare des marchandises. En 1914, afin d'éviter des embouteillages répétés dus au passage à niveau du boulevard et afin d'allonger les quais, la gare voyageurs fut reportée au nord de la place des Tapis à l'emplacement de la gare marchandises qui, elle, fut déplacée plus au nord au-delà de la rue Hénon.
Le tracé remonte vers le nord en contournant par l'ouest le noyau villageois et l'hôpital de la Croix-Rousse, avant de traverser Caluire-et-Cuire. 

À Sathonay s'effectue la jonction avec la ligne Lyon - Bourg-en-Bresse, et, depuis 1981, avec la ligne à grande vitesse Paris - Lyon.

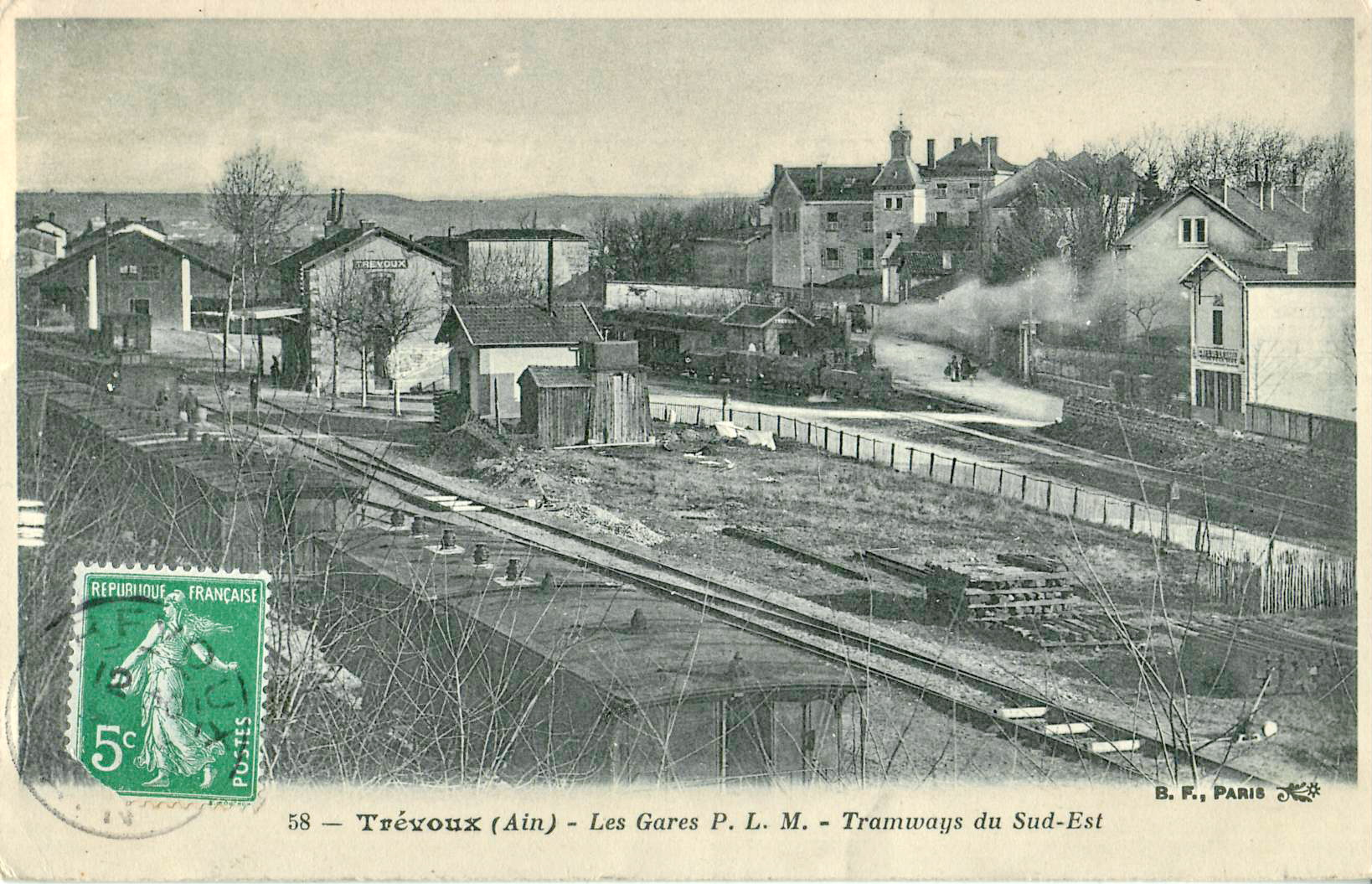
La gare terminus de Trévoux, commune à la ligne de la Croix-Rousse et à la ligne des tramways de l'Ain (au second plan).

À la sortie nord de la gare, la ligne de Trévoux bifurque vers l'ouest pour rejoindre le val de Saône en direction de Fontaines-sur-Saône. Suivant la direction du nord, elle domine la vallée de la Saône, empruntant les pentes de la côtière de la Dombes jusqu'à Neuville-sur-Saône.
À Genay, la ligne quitte le département du Rhône pour celui de l'Ain, et, par une large boucle, rejoint Trévoux, où la ligne était en correspondance avec un chemin de fer secondaire à voie métrique des tramways de l'Ain vers Jassans-Riottier, qui ferma en 1936.

### Ouvrages d'art
Entre Sathonay et Rochetaillée, la ligne franchit cinq viaducs importants : les trois premiers en maçonnerie (ponts en pierre à arches multiples), les deux autres en treillis métallique, avec respectivement trois et deux travées, sur piles intermédiaires en maçonnerie, et avant-ponts en maçonnerie. Aucun autre ouvrage important ne se trouve ailleurs sur la ligne.

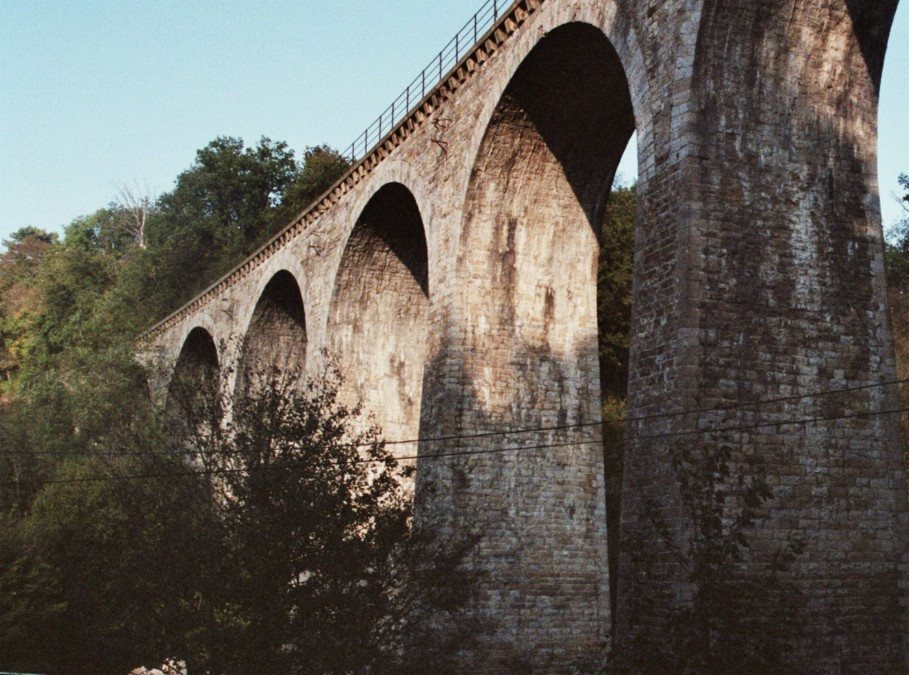
Le viaduc de la Ronzière vu de la route
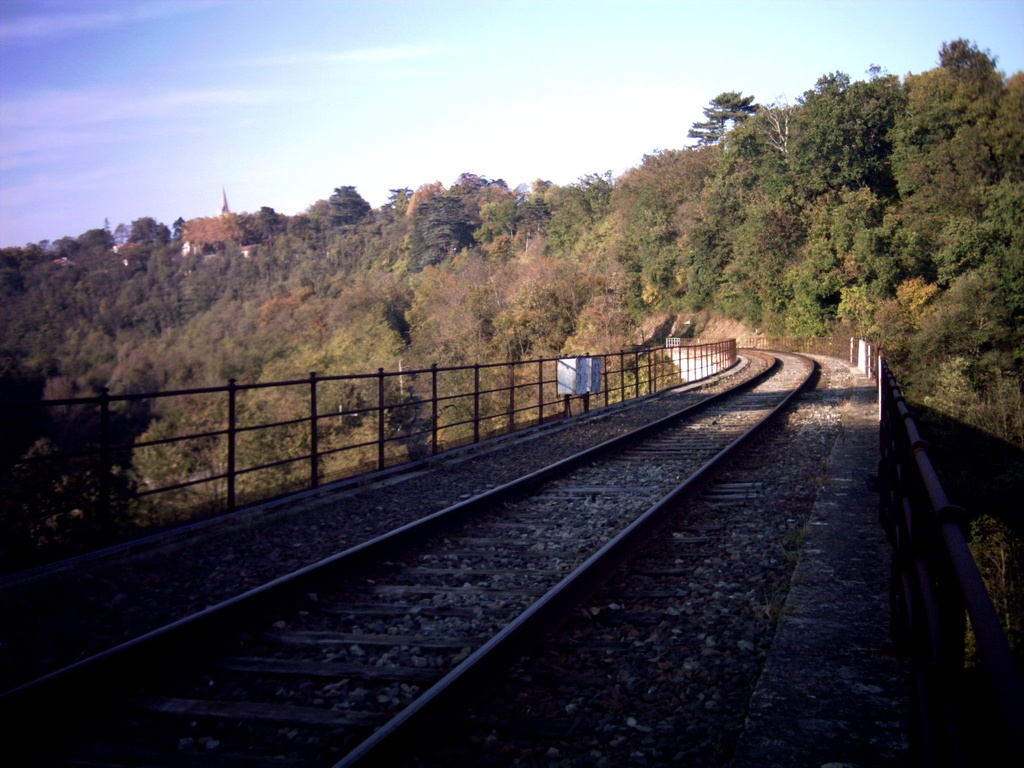
La voie sur le viaduc de Sathonay-Fontaines
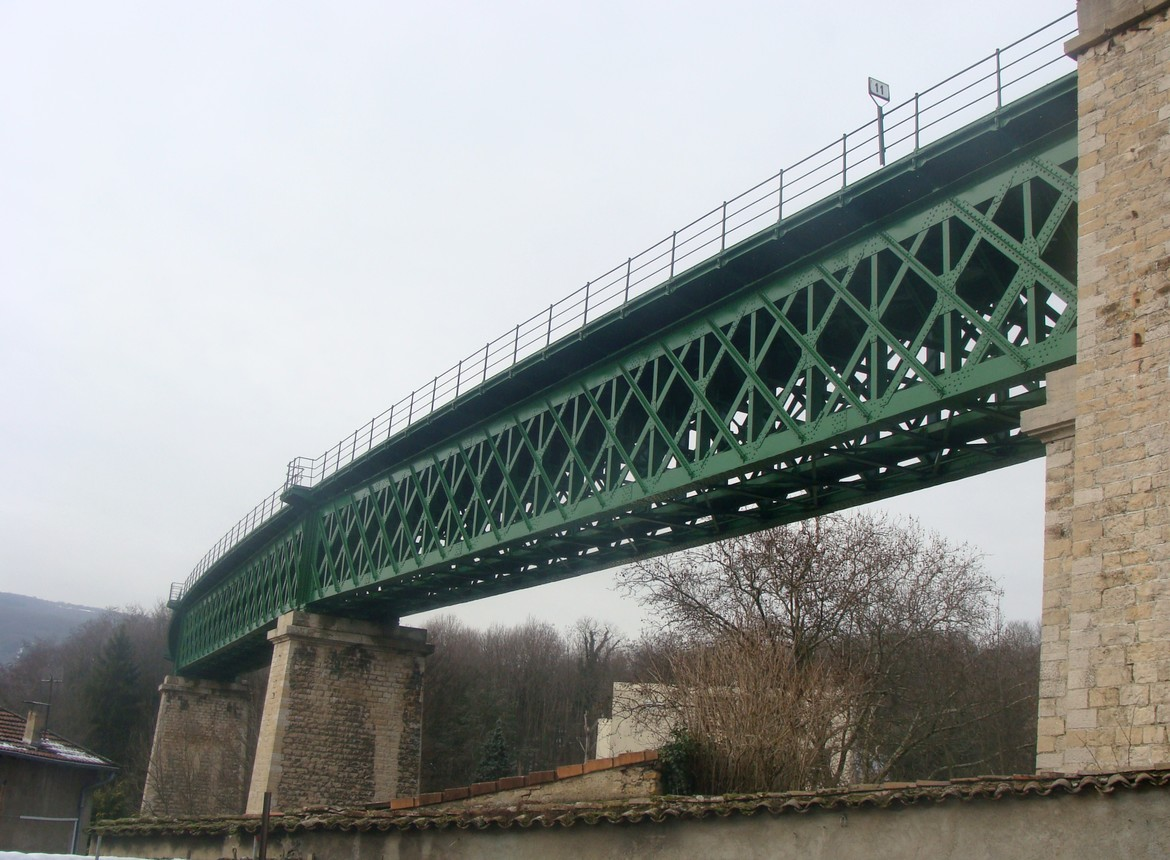
Le viaduc de Fontaines-Petit-moulin
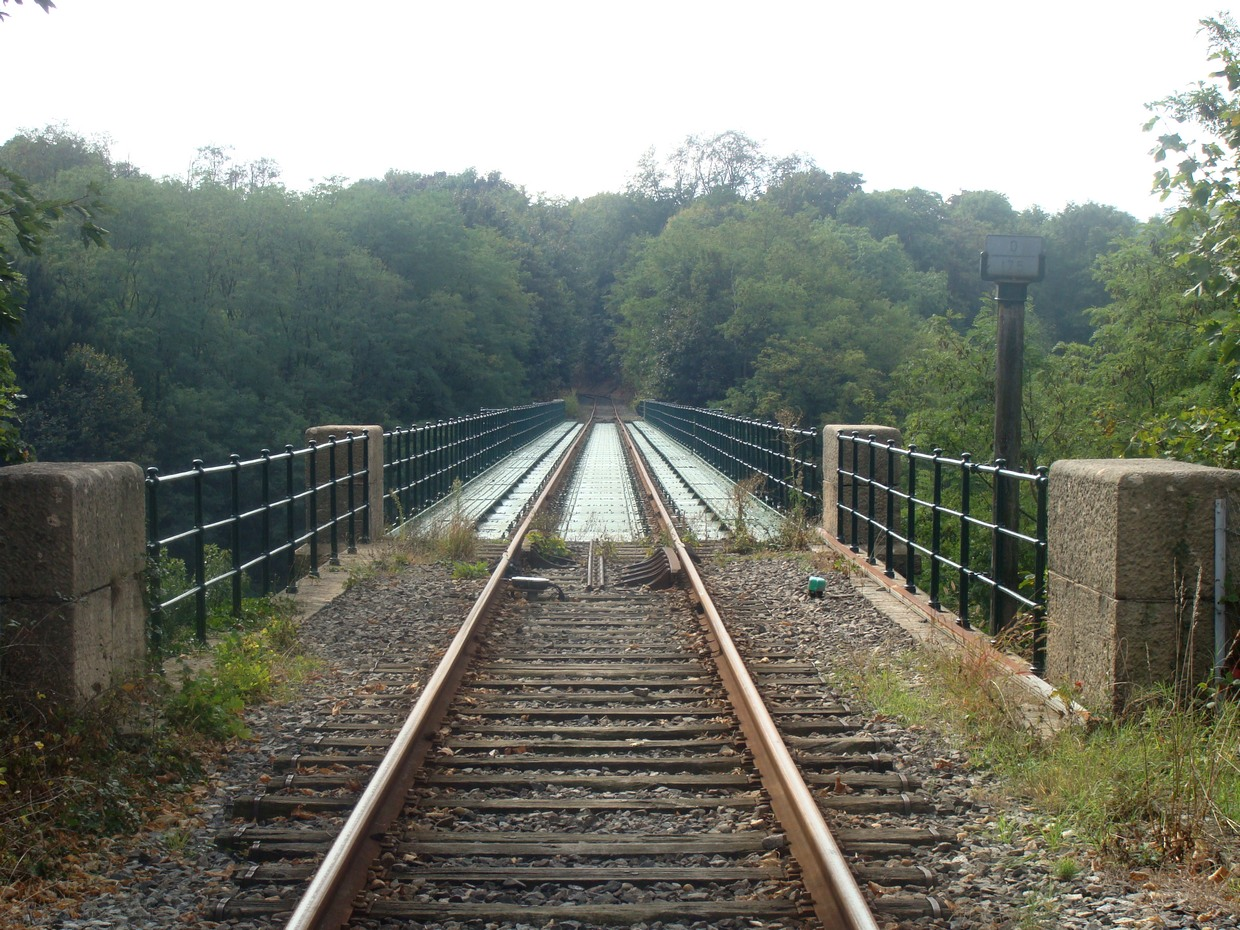
Le viaduc de Rochetaillée

## État actuel de la ligne
- La gare de Lyon-Croix-Rousse, bien que toujours considérée comme origine kilométrique de la ligne, n'existe plus depuis plusieurs décennies.
- La section de ligne de la Croix-Rousse à Sathonay a été entièrement déposée. Du boulevard de la Croix-Rousse à la rue Hénon, le tracé de l'ancienne ligne a été transformé en boulevard urbain (le boulevard des Canuts). La ligne C du métro de Lyon a repris l'ancienne ligne de funiculaire de Croix-Paquet, suit le boulevard des Canuts en souterrain, et reprend au-delà de la station Hénon la plateforme de l'ancienne ligne jusqu'à son terminus de Cuire, à l'emplacement de l'ancienne gare du même nom.
- De Cuire à Sathonay la ligne est déposée mais la plateforme existe toujours et a été aménagée en voie verte pour piétons et cyclistes : la voie de la Dombes.
- En arrivant à Sathonay le raccordement de ligne à celle de Bourg existe encore mais les voies sont utilisés pour le garage d'appareils de chantiers destinés à la LGV Sud-Est.
- La gare de Sathonay-Rillieux est point d'arrêt des TER Lyon - Bourg, et point de passage sans arrêt des TGV Sud-Est se dirigeant vers ou provenant de Lyon-Part-Dieu.
- La section Sathonay - Neuville-les-Creuses, seule restée en service jusqu'en 2011, est restée en l'état, mais n'est pas entretenue.
- Le tronçon nord à partir de Neuville-les-Creuses est partiellement déposé et laissé à l'abandon. Cependant l'emprise de la ligne a été respectée, notamment par le franchissement de l'autoroute A 46.

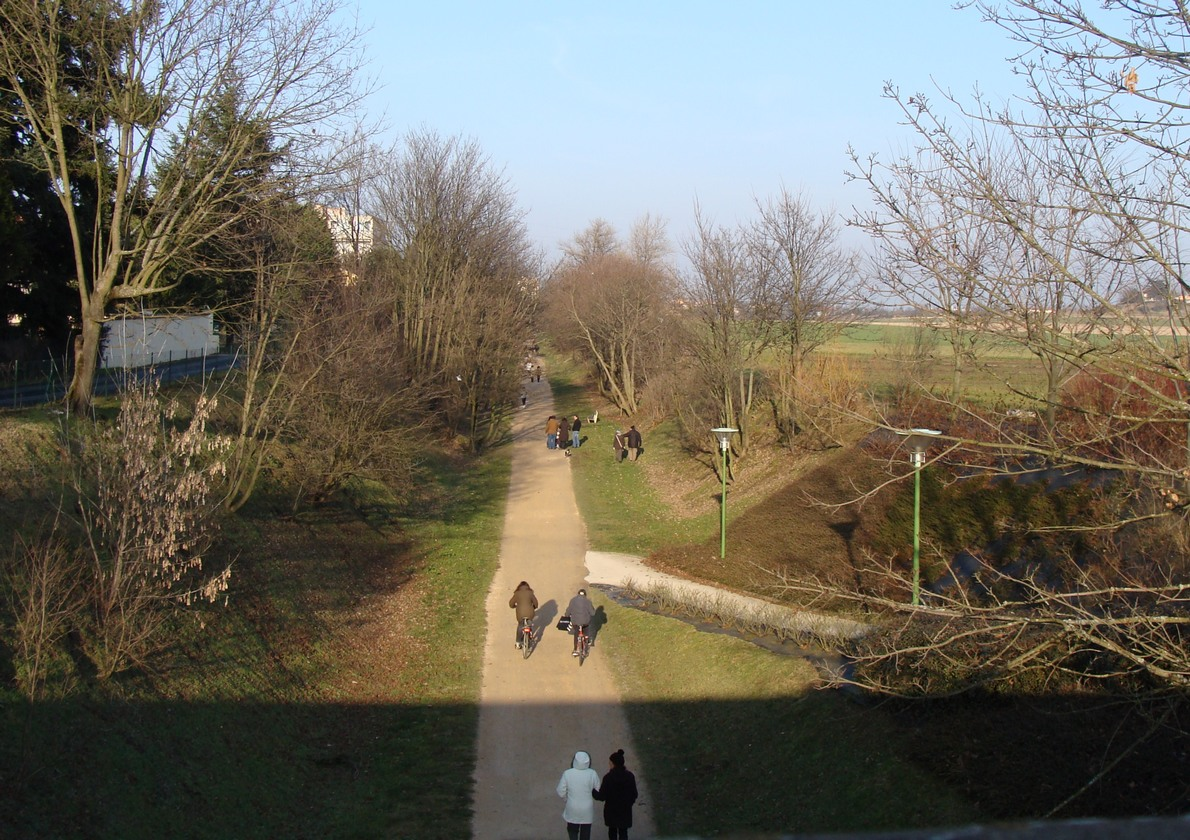
La voie de la Dombes à Caluire-et-Cuire
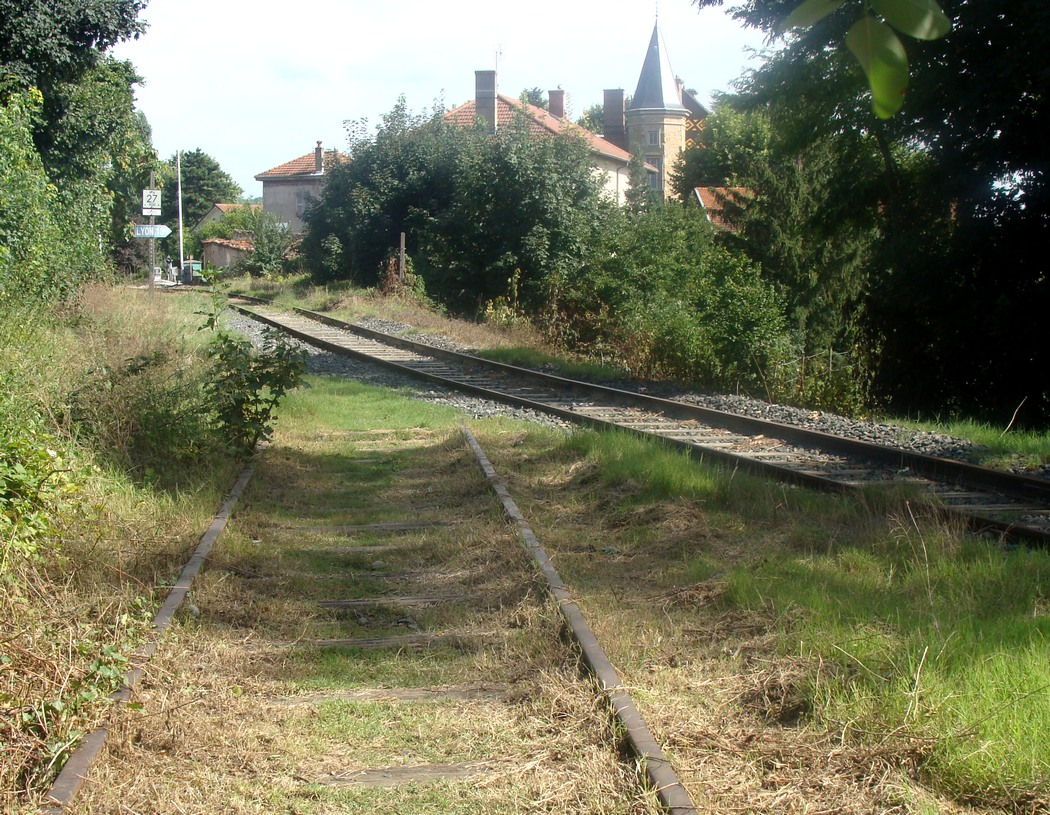
La bifurcation des Creuses, état actuel
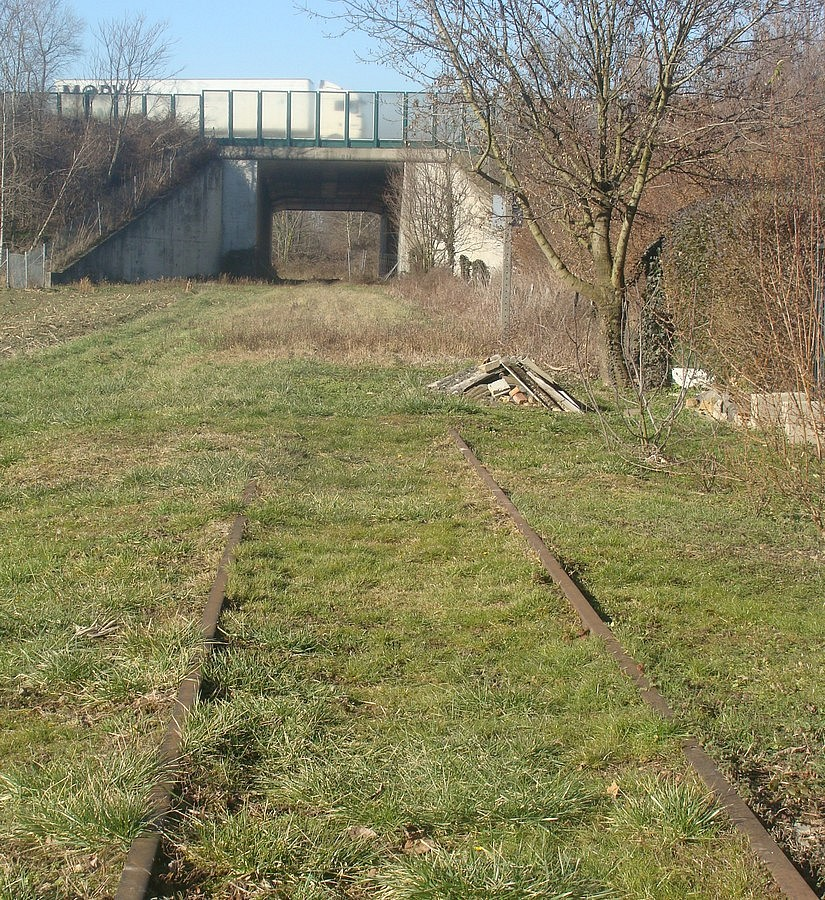
Le passage préservé sous l'autoroute A 46

### Gares
Mise à part la gare de Sathonay-Rillieux, en service, toutes les gares de la ligne ont été fermées. Les haltes des Combes et de Bellegarde ont complètement disparu, les autres bâtiments de gare ont été vendus.

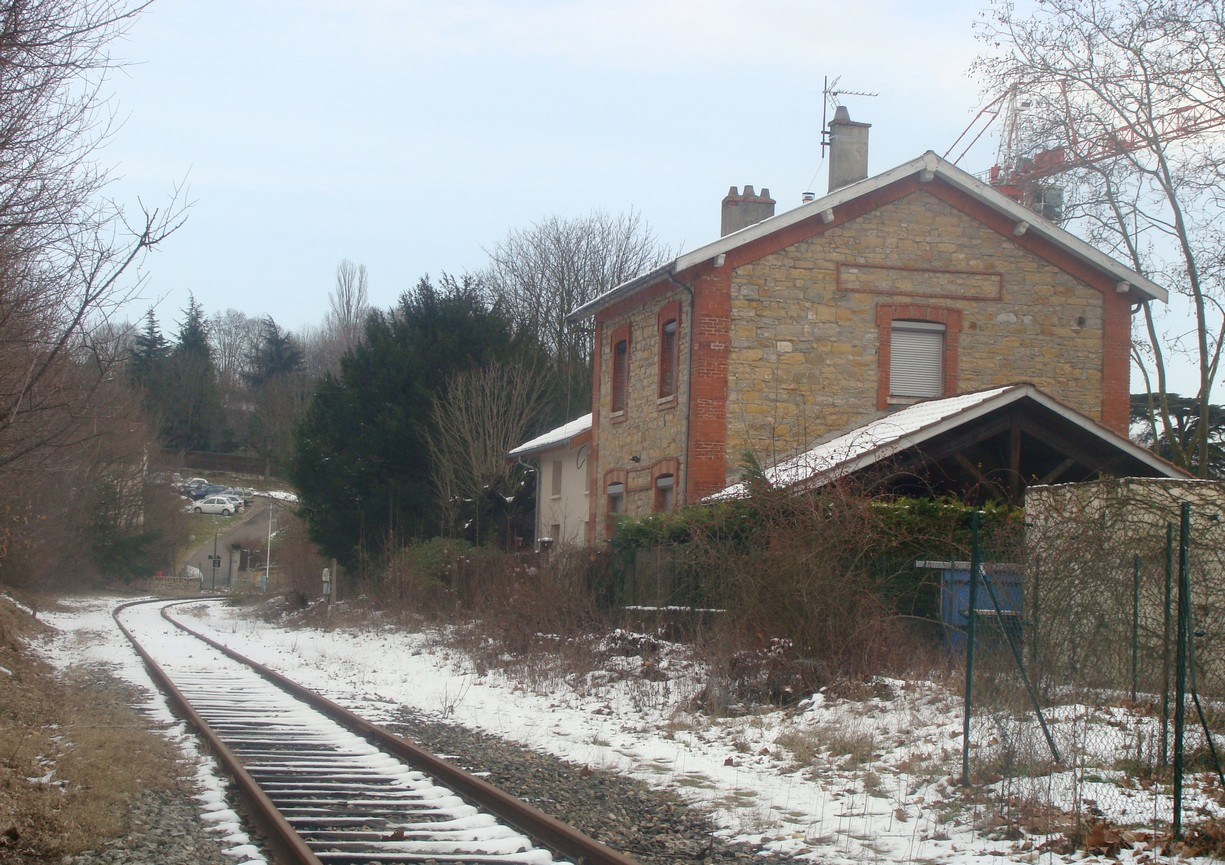
L'ancienne gare de Fontaines, où une seule voie a été maintenue.
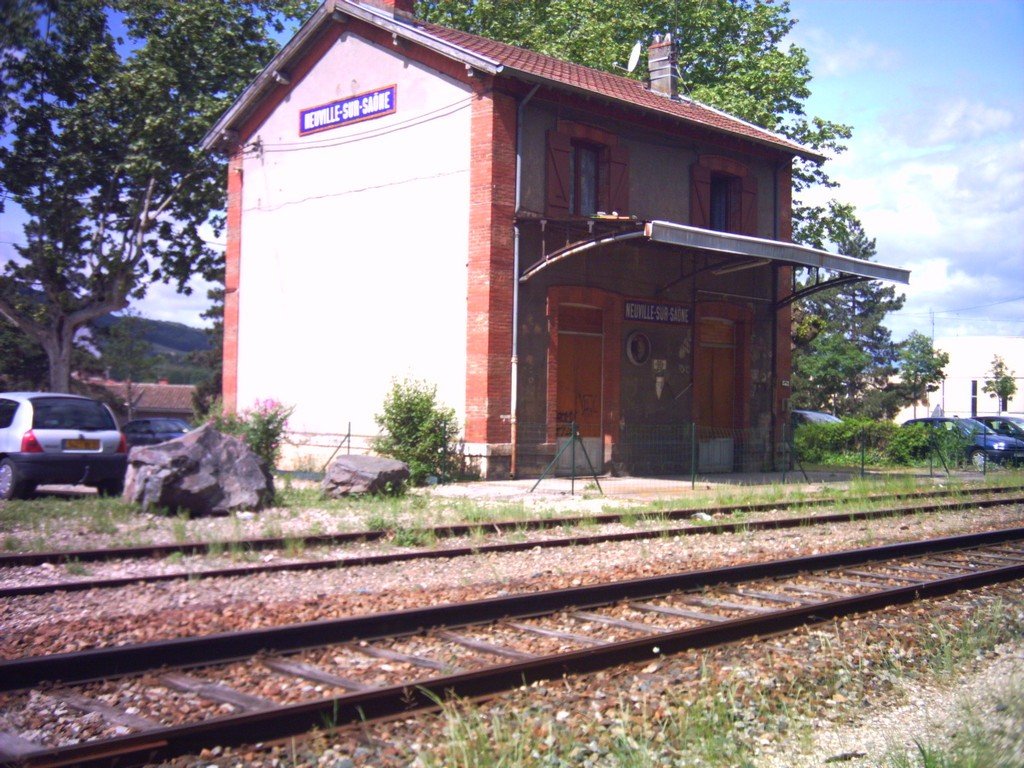
La gare de Neuville-sur-Saône, avec ses deux voies.
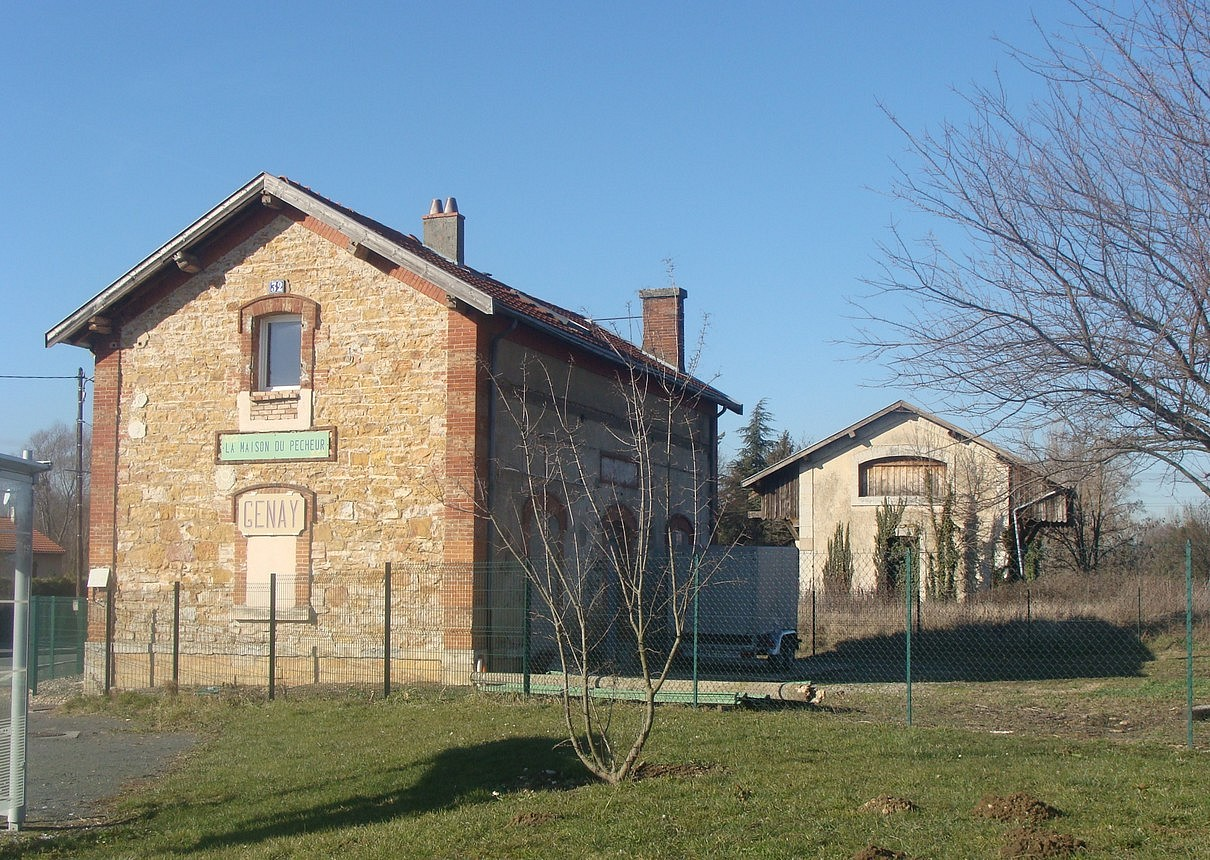
L'ancienne gare de Genay, d'où toute voie a disparu.

## Perspectives
Maintes fois évoquée, la reprise du service voyageurs a toujours fait l'objet de discussions et de controverses.
En 2007, une étude conduite par la région Rhône-Alpes a comparé 3 scénarios : trolleybus, train classique, tram-train.
L'intérêt de la réouverture de la ligne en mode train présentait de nombreux avantages :
- une liaison directe et rapide Trévoux - Neuville - Sathonay, et au-delà vers Lyon-Part-Dieu
- aucune acquisition foncière à réaliser (la ligne est toujours propriété de la collectivité)
- un bassin de vie important : Neuville-Genay (37 000 habitants), Trévoux (25 000).
- 8 gares : Trévoux, Reyrieux, Parcieux-sud, Genay-sud, Neuville-centre, Neuville-Bellegarde, Fontaines-sur-Saône, Sathonay.
- temps de parcours réduit : 35 minutes de bout en bout (23 min entre Trévoux et Sathonay, 5 min d’attente à Sathonay, 7 min entre Sathonay et la Part-Dieu).

Les obstacles étaient :
- l'état de vétusté de la voie et des installations dont la remise à niveau nécessiterait des investissements importants,

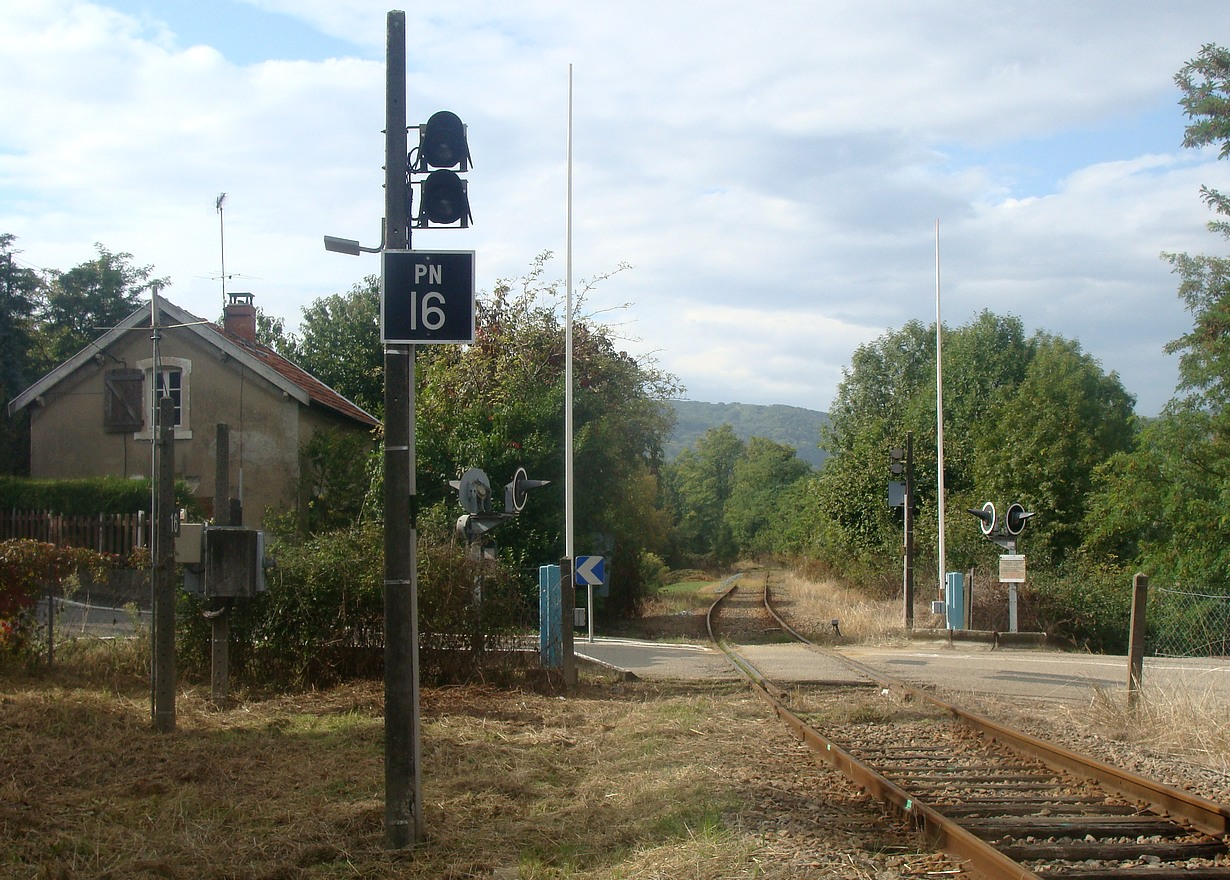
L'un des nombreux passages à niveau de la ligne (à la hauteur de Rochetaillée)

- la voie unique, limitant les fréquences de desserte,
- de nombreux passages à niveau, difficilement évitables, notamment à Neuville,
- l'impossibilité d'ajouter des circulations entre Sathonay et la Part-Dieu, qui contraindrait à des changements à Sathonay.

L'absence de la ligne Lyon - Trévoux dans la liste du deuxième appel à projets pour les transports en commun en site propre (TCSP) publiée le 9 février 2011 par la ministre de l'Écologie et le secrétaire d'État aux Transports a provoqué une vive protestation de M. Raymond, maire de Trévoux et président de la communauté de communes Saône Vallée, qualifiant cette décision de « choix inéquitable (...) et contraire au Grenelle de l'environnement ».
Une nouvelle concertation a été lancée par le conseil régional du 1er octobre au 15 novembre 2019, en vue de la création d'une ligne de bus à haut niveau de service qui reprendrait le tracé de la voie ferrée de Trévoux à Sathonay et poursuivrait en milieu urbain jusqu'à la Part-Dieu. En dépit des fortes réticences des intéressés, qui mettent en avant la moindre attractivité du bus sur le train et doutent de la fiabilité du service en milieu urbain, cette solution a été adoptée par le conseil régional le 17 avril 2020. Les études sont en cours en vue d'une ouverture partielle en 2025.
Le 15 décembre 2022, la SNCF vend la plateforme de l'ancienne ligne à la région Auvergne-Rhône-Alpes, qui n'y prévoit pas de projet de train à court et moyen terme.